# Suriname International 2017
Die Suriname International 2017 im Badminton fanden vom 15. bis zum 18. November 2017 in Paramaribo statt.

## Sieger und Platzierte
| Disziplin    | Gold                                | Silber                               | Bronze                             |
| ------------ | ----------------------------------- | ------------------------------------ | ---------------------------------- |
| Herreneinzel | Brian Yang                          | Osleni Guerrero                      | Leodannis Martínez                 |
| Herreneinzel | Brian Yang                          | Osleni Guerrero                      | Artur Silva Pomoceno               |
| Dameneinzel  | Tahimara Oropeza                    | Fernanda Saponara Rivva              | Haramara Gaitan                    |
| Dameneinzel  | Tahimara Oropeza                    | Fernanda Saponara Rivva              | Katherine Wynter                   |
| Herrendoppel | Dennis Coke Anthony McNee           | Gareth Henry Samuel icketts          | Irfan Djabar Mitchel Wongsodikromo |
| Herrendoppel | Dennis Coke Anthony McNee           | Gareth Henry Samuel icketts          | Osleni Guerrero Leodannis Martínez |
| Damendoppel  | Monyata Riviera Tamisha Williams    | Crystal Leefmans Priscila Tjitrodipo | Carolyne Jameson Sherifa Jameson   |
| Damendoppel  | Monyata Riviera Tamisha Williams    | Crystal Leefmans Priscila Tjitrodipo | Shemara Lindveld Santusha Ramzan   |
| Mixed        | Leodannis Martínez Tahimara Oropeza | Dennis Coke Katherine Wynter         | Anthony McNee Alana Bailey         |
| Mixed        | Leodannis Martínez Tahimara Oropeza | Dennis Coke Katherine Wynter         | Dakeil Thorpe Tamisha Williams     |